# Amiran Papinashvili
Amiran Papinashvili né le 17 juin 1988 est un judoka géorgien.

## Palmarès

### Championnats du monde
- Championnats du monde de judo 2014 :
  -  Médaille de bronze en moins de 60 kg
- Championnats du monde de judo 2018 :
  -  Médaille de bronze en moins de 60 kg

### Championnats d'Europe
- Championnats d'Europe de judo 2012 :
  -  Médaille de bronze en moins de 60 kg
- Championnats d'Europe de judo 2013 :
  -  Médaille d'or en moins de 60 kg
- Championnats d'Europe de judo 2014 :
  -  Médaille d'argent en moins de 60 kg
- Championnats d'Europe de judo 2015 :
  -  Médaille de bronze en moins de 60 kg

### Jeux européens
- Jeux européens de 2015 :
  -  Médaille d'argent par équipes
  -  Médaille de bronze en moins de 60 kg
- Jeux européens de 2019 :
  -  Médaille de bronze en moins de 60 kg